# Espírito Independente
"Espírito Independente" é o primeiro single lançado pelo rapper MC Marechal em 2006. Ele trata sobre diversos aspectos relativos ao artista, como o fato de não lançar o CD em mais de quinze anos de trabalho, sua vinda da rua e quem é verdadeiro ou não.
Esta música também esteve presente no Viradão Carioca de 2010.